# علاج كهرومغناطيسي

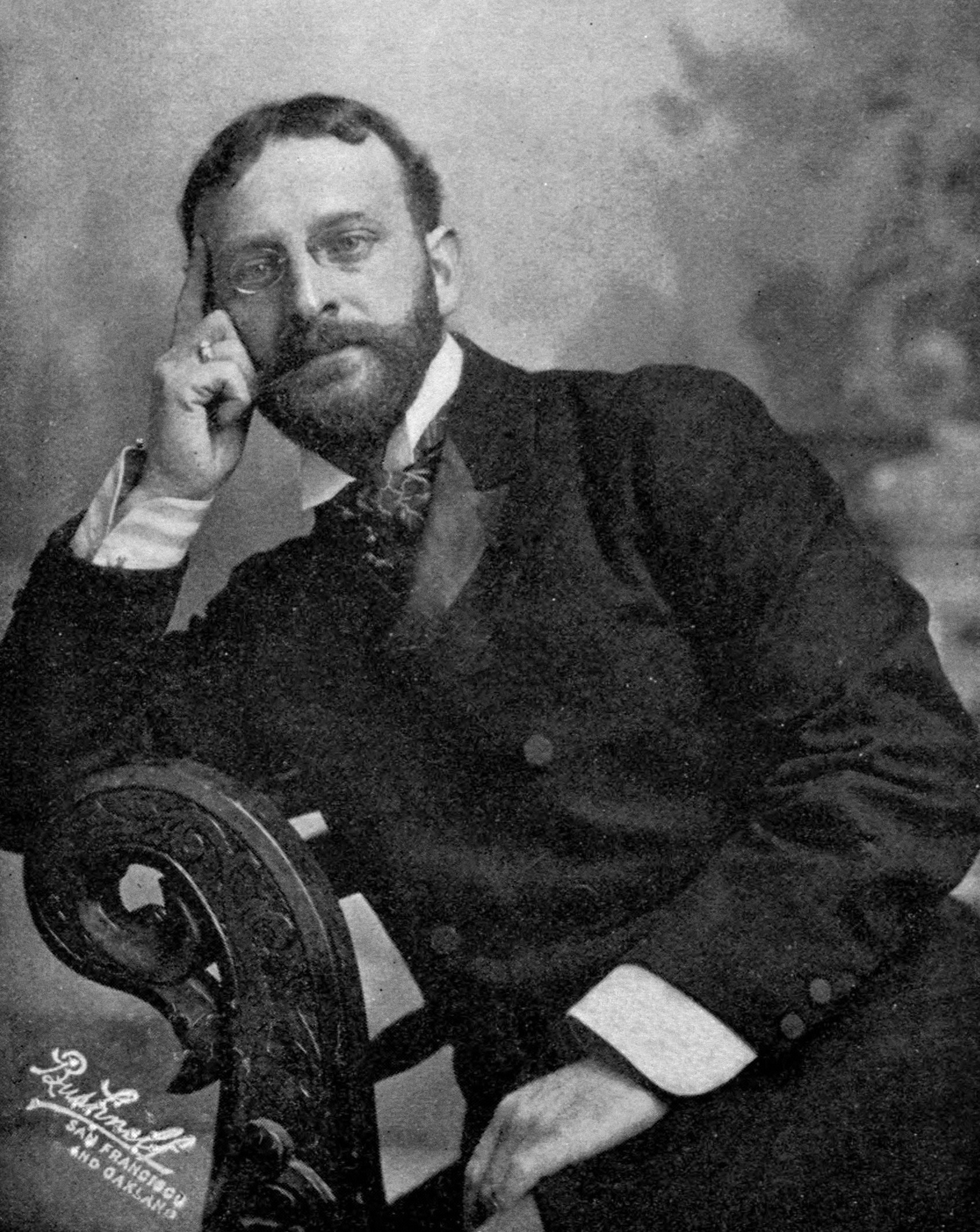

الأشعة  (وتسمى أيضا العلاج الكهرومغناطيسي (EMT)) هو شكل من أشكال الطب البديل الذي يدعي أن المرض يمكن تشخيصه وعلاجه عن طريق تطبيق الإشعاع الكهرومغناطيسي (EMR)، مثل موجات الراديو، على الجسم من جهاز يعمل بالطاقة الكهربائية. وهو مشابه للعلاج المغناطيس الذي ينطبق أيضا EMR على الجسم، ولكن باستخدام المغناطيس الذي يولد حقل الكهرومغناطيسية ثابت.
نشأ المفهوم الكامن وراء الإشعاعات في أوائل القرن العشرين مع ألبرت أبرامز (1864-1924)، الذي أصبح مليونيرا بتأجير آلات راديونية قام بتصميمها بنفسه. يتناقض الإشعاع مع مبادئ الفيزياء والبيولوجيا، وعلى هذا النحو، يعتبر على نطاق واسع شبه علمية. لا تتعرف إدارة الغذاء والدواء الأمريكية على أي استخدامات طبية مشروعة للأجهزة الراديوية.
.
وقد أظهرت العديد من الاستعراضات المنهجية أن الاشعاعات ليست أكثر فعالية من الغفل وتندرج في فئة العلوم الزائفة.

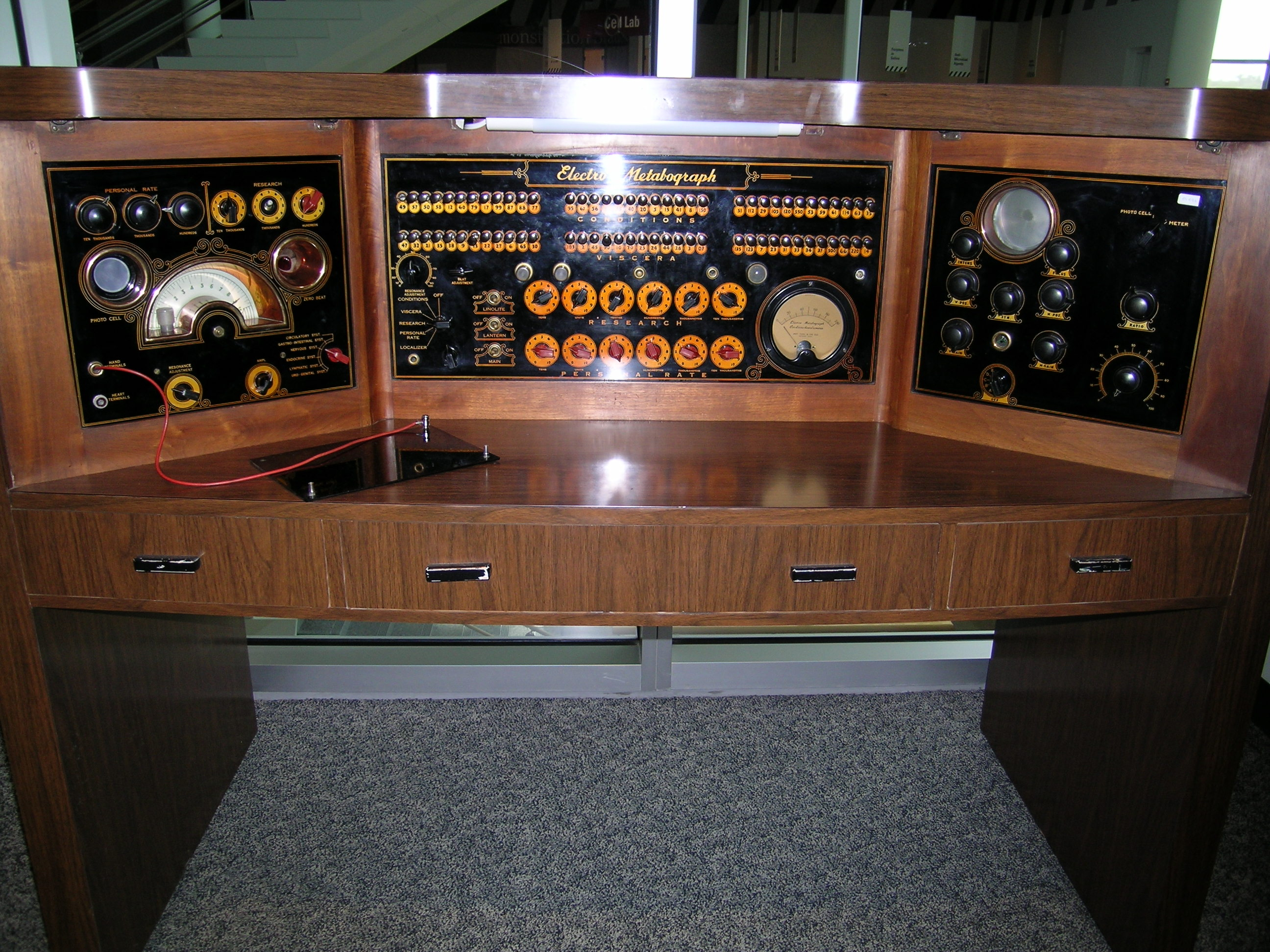

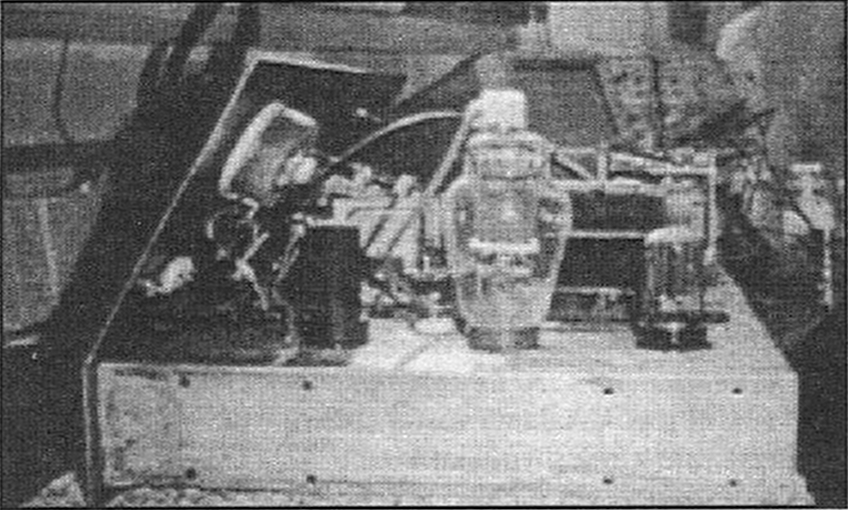

## التاريخ
في عام 1900، ادعى ألبرت أبرامز (1864-1924) اكتشاف «ترددات الطاقة» في أجساد الناس. كانت الفكرة هي أن الشخص السليم سيكون له ترددات طاقة معينة تتحرك عبر جسمه تحدد الصحة، بينما يعرض شخص غير صحي ترددات طاقة أخرى مختلفة تحدد الاضطرابات. قال إنه يستطيع علاج الناس من خلال «موازنة» تردداتهم المتنافرة، وادعى أن أجهزته حساسة بدرجة كافية حتى يتمكن من معرفة دين شخص ما من خلال النظر إلى قطرة دم. قام بتطوير ثلاثة عشر جهازًا وأصبح مليونيرًا يقوم بتأجير أجهزته، ووصفته الجمعية الطبية الأمريكية بأنه «عميد دجال الأدوات.» أمريكي في عام 1924. استخدم «التردد» ليس بمعناه المعياري ولكن لوصف نوع طاقة محسوب، والذي لا يتوافق مع أي خاصية للطاقة بالمعنى العلمي.
في أحد أشكال الإشعاعات التي تشتهر بها أبرامز، يتم إرفاق بعض الدم على جزء من ورق الترشيح بجهاز يسمى أبرامز الديناميكي، والذي يتم ربطه بالأسلاك بسلسلة من الأجهزة الأخرى ثم بجبهة متطوع صحي، متجهًا غربًا في ضوء خافت. عن طريق النقر على بطنه والبحث عن مناطق من «بلادة»، يتم تشخيص المرض في المتبرع بالدم بالوكالة. يستخدم تحليل خط اليد أيضًا لتشخيص المرض بموجب هذا المخطط. بعد القيام بذلك، يجوز للممارس استخدام جهاز خاص يُعرف باسم التذبذب أو أي مجموعة من الأجهزة الأخرى لبث الاهتزازات عند المريض لمحاولة شفاؤها.
وشملت الأجهزة الدجال البارزة الأخرى في الاشعاعات أيوناكو وآلة هيرونيموس.
الرادثيا بعض الناس يدعون أن لديهم القدرة خوارق أو شبه نفساني للكشف عن "الإشعاع" داخل جسم الإنسان، والتي يسمونهاوفقا لهذه النظرية، جميع الأجسام البشرية تعطي قبالة فريدة من نوعها أو مميزة "الإشعاعات"" كما تفعل جميع الهيئات المادية الأخرى أو الكائنات. وغالبا ما يطلق على مثل هذه الإشعاعات "هالة". واستشهد رادثياسيا كتفسير لظواهر مثل الدوس بواسطة قضبان والبندول من أجل تحديد موقع المواد المدفونة، وتشخيص الأمراض، وما شابه ذلك. وقد وصف النقاد الداء الرادثيا بأنه مزيج من الغموض والعلوم الزائفة.
يُصوِّر الممارسون العصريون هذه الأجهزة على أنها مجرد مساعدة في التركيز على قدرات التدني التي أعلنها الممارس، ويزعمون أنه لم تعد هناك حاجة إلى أن يكون للجهاز أي وظيفة يمكن إظهارها. في الواقع، لم يكن للصناديق السوداء لأبرامس أي غرض خاص بها، فهي مجرد مجموعات مبهمة من الأسلاك والأجزاء الإلكترونية.
يدعي أنصار المعاصرة للراديونيات أو EMT أنه عندما يكون هناك خلل في الحقول الكهرومغناطيسية أو الترددات، داخل الجسم، فإنه يسبب الأمراض أو الأمراض الأخرى عن طريق تعطيل التركيب الكيميائي للجسم. يعتقد هؤلاء الممارسون أن تطبيقات الطاقة الكهرومغناطيسية من خارج الجسم يمكن أن تصحح هذه الاختلالات. مثل العلاج بالمغناطيس، تم اقتراح العلاج الكهرومغناطيسي من قبل ممارسي الطب البديل لمجموعة متنوعة من الأغراض، بما في ذلك، وفقا لجمعية السرطان الأمريكية، «القرحة والصداع والحروق والألم المزمن واضطرابات الأعصاب وإصابات النخاع الشوكي والسكري والتهابات اللثة والربو والتهاب الشعب الهوائية والتهاب المفاصل والشلل الدماغي وأمراض القلب والسرطان.»
البديل الآخر للراديونيات أو EMT هو العلاج بالرنين المغناطيسي.

## التقييم العلمي
مطالبات الأجهزة الراديوية تتناقض مع المبادئ المقبولة في علم الأحياء والفيزياء. لم يتم طرح آليات يمكن التحقق منها علميا لهذه الأجهزة، وغالبا ما توصف بأنها «سحرية» في العملية. لم يتم اقتراح أي أساس بيوفيزيائي معقول «لحقول الطاقة المفترضة»، ولم يتم إثبات أي من الحقول نفسها أو آثارها العلاجية المزعومة بشكل مقنع.
لم يتم العثور على أي جهاز إشعاعي فعال في تشخيص أو علاج أي مرض، ولا تعترف إدارة الغذاء والدواء الأمريكية بأي استخدامات طبية مشروعة لأي جهاز من هذا القبيل. وفقًا لديفيد هيلفيج في موسوعة جيل للطب البديل، «معظم الأطباء يرفضون استخدام الأشعة كمسح.»
داخلياً، يكون الجهاز الراديوي بسيطًا جدًا، وقد لا يشكل دائرة كهربائية فعالة. يتم استخدام الأسلاك في جهاز التحليل ببساطة كقناة سحرية. لا يستخدم الجهاز الراديوي أو يحتاج إلى طاقة كهربائية، على الرغم من أنه قد يتم توفير سلك كهرباء، ظاهريًا لتحديد «المعدل الأساسي» الذي يعمل عليه الجهاز لمحاولة معالجة موضوع ما. عادة، يتم إجراء محاولة قليلة لتحديد أو وصف ما، إن كان هناك أي شيء، يتدفق على طول الأسلاك ويتم قياسه. تُعتبر الطاقة بالمعنى المادي، أي الطاقة التي يمكن استشعارها وقياسها، خاضعة للنية و «العمل الإبداعي».
تشبه الادعاءات المتعلقة بأجهزة EMT المعاصرة تلك التي قدمها الجيل الأقدم من أجهزة «الإشعاعات»، كما أنها غير مدعومة بالأدلة وهي أيضًا شبه علمية. على الرغم من أن بعض الأعمال المبكرة في الكهرومغناطيسية الحيوية قد تم تطبيقها في الطب السريري، لا توجد علاقة بين الأجهزة أو الطرق البديلة التي تستخدم القوى الكهربائية المطبقة خارجيًا واستخدام الطاقة الكهرومغناطيسية في الطب السائد.
وتقول جمعية السرطان الأمريكية إن «الاعتماد على العلاج الكهرومغناطيسي وحده وتجنب الرعاية الطبية التقليدية قد يكون له عواقب صحية خطيرة». في بعض الحالات، قد تكون الأجهزة غير فعالة وضارة.

## التعليقات
أظهرت العديد من المراجعات المنهجية أن EMT ليس علاجًا مفيدًا:
•في عام 2009، لم يتم العثور على اختلاف كبير عن التحكم في إدارة الألم أو تصلب التهاب المفاصل.
•في عام 2011، وجدت مراجعة منهجية للأدب حول استخدام حصائر جسم المجال الكهرومغناطيسي النبضي (PEMT) المستخدمة في مجموعة واسعة من الظروف دليلاً غير كافٍ على التوصية والتوصية بمزيد من التجارب ذات الجودة العالية والمزدوجة البصر.
•في عام 2014 غير كافٍ لفعالية EMT ك علاج لسلس البول.
•في عام 2014، تم العثور على EMT لا يوجد فرق عن التحكم لتحفيز نمو العظام في الكسور الحادة.
في عام 2015، لم تجد قاعدة بيانات كوكرين للمراجعات المنهجية أي دليل على أن EMT كان مفيدًا في علاج قرحة الضغط  أو قرح الركود الوريدي.
•لم يجد الدليل الإرشادي لعام 2016، بالإضافة إلى المراجعات في عامي 2016 و2013، EMT مفيدًا لأشكال مختلفة من الألم.
أجهزة EMT
حظرت إدارة الأغذية والعقاقير (FDA) بعض أجهزة EMT المتاحة تجارياً. في عام 2008، استحوذت آلة VIBE من Vibe Technologies على فئة I والتي اكتملت في عام 2012
تشمل أجهزة العلاج EMT غير الفعالة الأخرى التي تم تسويقها:
•العلاج بالأورام بالرنين الحيوي تم تطويره من قبل مارتن كيمير ويدعى لتحفيز الجين p53 لعلاج السرطان

•«آله منتشرة»، جهاز تم إنشاؤه بواسطة Royal Rife، والذي يُعرف أيضًا باسم العلاج بالتردد أو مولد التردد ويتم تسويقه على أنه علاج للسرطان.
«آلة الانطلاق»، وهو جهاز تم إنشاؤه بواسطة Hulda Regehr Clark، وادعى لعلاج السرطان عن طريق استخدام تيار كهربائي منخفض المستوى لقتل الطفيليات داخل الجسم والتي من المفترض أن تسبب السرطان.